# 가봉 요리

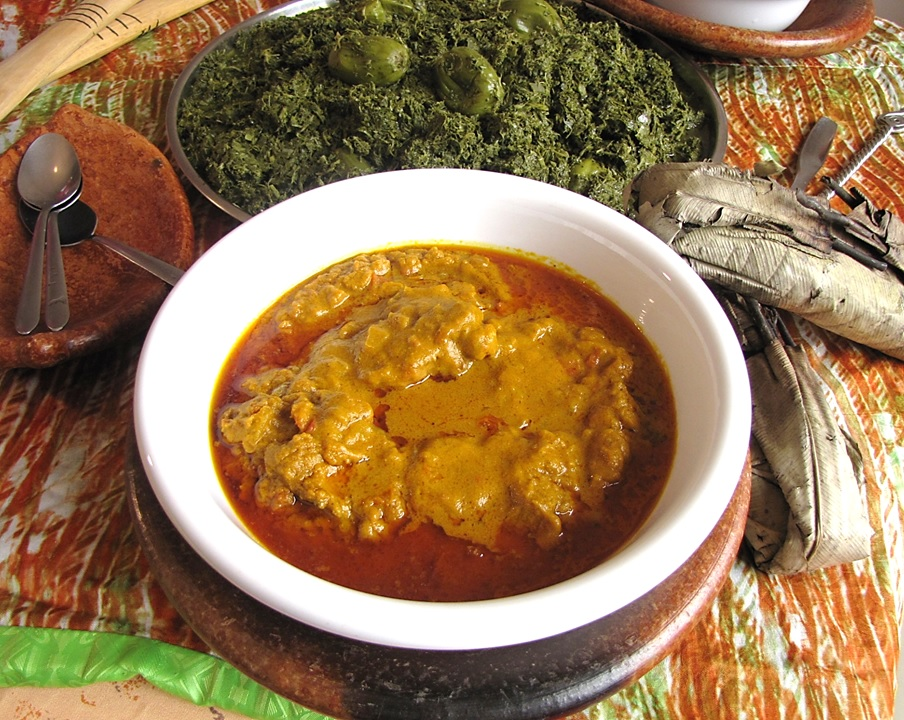
풀레 녬브웨

가봉 요리(Gabon 料理, 프랑스어: cuisine gabonaise 퀴진 가보네즈[*])는 중앙아프리카 서부에 있는 가봉의 요리이다. 서아프리카 요리와 여러 가지 특징을 공유한다.

## 같이 보기
- 아프리카 요리